# سنجك
سنجك (بالكردية: Sinciq) (بالتركية: Sincik) هي بلدة ومقر مديرية سنجك في محافظة أديامان في تركيا. بلغ عدد سكانها 4344 نسمة في عام 2021 وسكان البلدة وقراها كرد من قبيلة رشوان بالإضافة إلى قبيلة تيشيكان في خمس قرى.